# 토르페도 니즈니노브고로드
토르페도 니즈니노브고로드(러시아어: Торпедо Нижний Новгород)는 1946년 창단된 러시아 니즈니노브고로드의 프로 아이스하키팀이다. 현재 콘티넨탈 하키 리그에 참가하고 있으며 홈구장은 VTB 아레나이다.